# Dobrotino
Dobrotino (bułg. Добротино) – wieś w Bułgarii, w obwodzie Błagojewgrad, w gminie Goce Dełczew. Według danych szacunkowych Ujednoliconego Systemu Ewidencji Ludności oraz Usług Administracyjnych dla Ludności, 15 czerwca 2020 roku miejscowość liczyła 33 mieszkańców.

## Historia
W miejscowości w 1869 roku zbudowano cerkiew Bogurodzicy. W 1873 roku miejscowość posiadała 45 gospodarstw domowych, gdzie zamieszkiwało ją 170 Bułgarów. Miejscowość do 1943 roku nazywała się Dag cziflik (Dag-Tchiflik).